# 님나무속
님나무속(neem--屬)은 멀구슬나무과의 속이다. 님나무를 비롯한 두 종을 포함한다.

## 하위 종
- 님나무 A. indica A.Juss.
- A. excelsa (Jack) Jacobs